# Castello di Duffus
Il castello di Duffus si trova vicino a Elgin, nella Scozia nord orientale.

## Storia
Si trova a circa 5 miglia a nord-ovest di Elgin in Moray, sulla costa orientale della Scozia. È un tipico castello normanno e fu costruito nel XIV secolo sul sito di una precedente costruzione difensiva in legno. Inizialmente infatti sulla collina vi era una motta, ovvero una fortezza in legno che, nel XIV secolo, venne sostituita dal castello in pietra. Venne abbandonato nel 1705 e divenne un rudere in rovina.

## Descrizione
Il muro in pietra del cortile è alto almeno 30 piedi e racchiude un'area di circa un acro. La costruzione di una torre troppo pesante per la collina di origine artificiale, ha causato il cedimento del terreno e l'edificio si è spaccato scivolando lentamente verso il fondo della collina.